# Шарль Де Кетеларе
Шарль Де Кетеларе (нід. Charles De Ketelaere, нар. 10 березня 2001, Брюгге) — бельгійський футболіст, атакувальний півзахисник клубу «Мілан» і національної збірної Бельгії. На правах оренди грає за «Аталанту».

## Клубна кар'єра
Народився 10 березня 2001 року в місті Брюгге. Вихованець футбольної школи місцевого однойменного клубу. Дорослу футбольну кар'єру розпочав 2019 року в основній команді того ж клубу. Протягом переможного для команди сезону 2019/20 взяв участь у 13 іграх у її складі.
Влітку 2022 року підписав 5-річний контракт із «Міланом», який заплатив за нього майже 30 млн євро. 
По ходу сезону 2022/23 був серед основних гравців «россонері», утім влітку 2023 року був відданий в оренду до «Аталанти».

## Виступи за збірні
2017 року дебютував у складі юнацької збірної Бельгії (U-16), загалом на юнацькому рівні взяв участь у 14 іграх, відзначившись 6 забитими голами.
З 2020 року почав залучатися до складу молодіжної збірної Бельгії. У листопаді того ж року дебютував в офіційних матчах й за національну збірну Бельгії, вийшовши на заміну вже у доданий арбітром час товариської гри проти швейцарців. У складі головної збірної був учасником чемпіонату світу 2022 року, на якому виходив на поле на заміну лише в одній грі на груповому етапі.

## Статистика виступів

### Статистика клубних виступів
Станом на 16 серпня 2023 року
| Сезон              | Команда            | Чемпіонат          | Чемпіонат | Чемпіонат | Національний кубок | Національний кубок | Національний кубок | Континентальні кубки | Континентальні кубки | Континентальні кубки | Інші змагання | Інші змагання | Інші змагання | Усього | Усього | Усього |
| Сезон              | Команда            | Ліга               | Ігор      | Голів     | Ліга               | Ігор               | Голів              | Ліга                 | Ігор                 | Голів                | Ліга          | Ігор          | Голів         | Ігор   | Голів  |        |
| ------------------ | ------------------ | ------------------ | --------- | --------- | ------------------ | ------------------ | ------------------ | -------------------- | -------------------- | -------------------- | ------------- | ------------- | ------------- | ------ | ------ | ------ |
| 2019–20            | «Брюгге»           | ЖПЛ                | 13        | 1         | КБ                 | 6                  | 1                  | ЛЧ+ЛЄ                | 4+2                  | 0                    | -             | -             | -             | 25     | 2      |        |
| 2020–21            | «Брюгге»           | ЖПЛ                | 38        | 4         | КБ                 | 1                  | 0                  | ЛЧ+ЛЄ                | 6+1                  | 2+0                  | -             | -             | -             | 46     | 6      |        |
| 2021–22            | «Брюгге»           | ЖПЛ                | 39        | 14        | КБ                 | 3                  | 4                  | ЛЧ                   | 6                    | 0                    | СК            | 1             | 0             | 49     | 18     |        |
| Усього за «Брюгге» | Усього за «Брюгге» | Усього за «Брюгге» | 90        | 19        |                    | 10                 | 5                  |                      | 19                   | 2                    |               | 1             | 0             | 120    | 26     |        |
| 2022–23            | «Мілан»            | A                  | 32        | 0         | КІ                 | 1                  | 0                  | ЛЧ                   | 6                    | 0                    | СІ            | 1             | 0             | 40     | 0      |        |
| Усього за кар'єру  | Усього за кар'єру  | Усього за кар'єру  | 122       | 18        |                    | 11                 | 5                  |                      | 25                   | 2                    |               | 2             | 0             | 160    | 25     |        |

### Статистика виступів за збірну
Станом на 16 серпня 2023 року
| Дата       | Місто     | Господарі  | Результат | Гості        | Турнір                                    | Голи | Примітки |
| ---------- | --------- | ---------- | --------- | ------------ | ----------------------------------------- | ---- | -------- |
| 11-11-2020 | Левен     | Бельгія    | 2 – 1     | Швейцарія    | товариський матч                          | -    | 90+1'    |
| 10-10-2021 | Турин     | Італія     | 2 – 1     | Бельгія      | Ліга націй УЄФА 2020—2021 - 3-є місце     | 1    | 59'      |
| 13-11-2021 | Брюссель  | Бельгія    | 3 – 1     | Естонія      | Відбір до ЧС 2022                         | -    | 83'      |
| 16-11-2021 | Кардіфф   | Уельс      | 1 – 1     | Бельгія      | Відбір до ЧС 2022                         | -    | 58'      |
| 26-3-2022  | Дублін    | Ірландія   | 2 – 2     | Бельгія      | товариський матч                          | -    | 75'      |
| 29-3-2022  | Брюссель  | Бельгія    | 3 – 0     | Буркіна-Фасо | товариський матч                          | -    | 53'      |
| 8-6-2022   | Брюссель  | Бельгія    | 6 – 1     | Польща       | Ліга націй УЄФА 2022—2023 - груповий етап | -    | 75'      |
| 14-6-2022  | Варшава   | Польща     | 0 – 1     | Бельгія      | Ліга націй УЄФА 2022—2023 - груповий етап | -    | 80'      |
| 22-9-2022  | Брюссель  | Бельгія    | 2 – 1     | Уельс        | Ліга націй УЄФА 2022-2023 - 1-й етап      | -    | 90+2'    |
| 25-9-2022  | Амстердам | Нідерланди | 1 – 0     | Бельгія      | Ліга націй УЄФА 2022-2023 - 1-й етап      | -    | 46'      |
| 27-11-2022 | Доха      | Бельгія    | 0 – 2     | Марокко      | ЧС 2022 - 1-й етап                        | -    | 75'      |
| 28-3-2023  | Кельн     | Німеччина  | 2 – 3     | Бельгія      | товариський матч                          | -    | 68'      |
| Усього     |           | Матчів     | 12        |              | Голів                                     | 1    |          |

| Дата      | Місто   | Господарі  | Результат | Гості      | Турнір                         | Голи | Примітки |
| --------- | ------- | ---------- | --------- | ---------- | ------------------------------ | ---- | -------- |
| 21-6-2023 | Тбілісі | Бельгія    | 0 – 0     | Нідерланди | Молодіжне Євро-2023 - 1-й етап | -    | кап.     |
| 24-6-2023 | Тбілісі | Грузія     | 2 – 2     | Бельгія    | Молодіжне Євро-2023 - 1-й етап | -    |          |
| 27-6-2023 | Тбілісі | Португалія | 2 – 1     | Бельгія    | Молодіжне Євро-2023 - 1-й етап | -    |          |
| Усього    |         | Матчів     | 3         |            | Голів                          | 0    |          |

## Титули і досягнення
- Чемпіон Бельгії (3):

«Брюгге»: 2019-20, 2020-21, 2021-22
- Володар Суперкубка Бельгії (2):

«Брюгге»: 2021, 2022
- Переможець Ліги Європи УЄФА (1):

«Аталанта»: 2023–24